# San Marcello (Italia)
San Marcello è un comune italiano di 2 011 abitanti della provincia di Ancona nelle Marche.

## Geografia fisica
Al centro del territorio comunale, su un colle a 231 metri sul livello del mare si erge il castello, di cui si possono tuttora ammirare la cinta muraria, con i suoi torrioni cilindrici e quadrangolari. L'altitudine media del territorio è tra i 180 e i 200 metri, e confina con Jesi (S), Monsano (E), Belvedere Ostrense (O) e Morro d'Alba (N).

## Storia
Fondato nel 1234 da una colonia di jesini, quando 129 famiglie si trasferirono nel Monte di San Marcello per costituirvi un insediamento, sotto la protezione del Comune di Jesi. Nel territorio di San Marcello ad oggi non sono state portate alla luce resti di ville romane né di altre civiltà, anche se tutto lascia pensare che quelle fertili terre fossero già abitate.

## Monumenti e luoghi d'interesse
Di interesse, oltre alle mura castellane, sono il Palazzo Marcelli (rinascimentale), la chiesa Parrocchiale, la chiesa di Santa Maria del Rosario e il Teatro Paolo Ferrari.

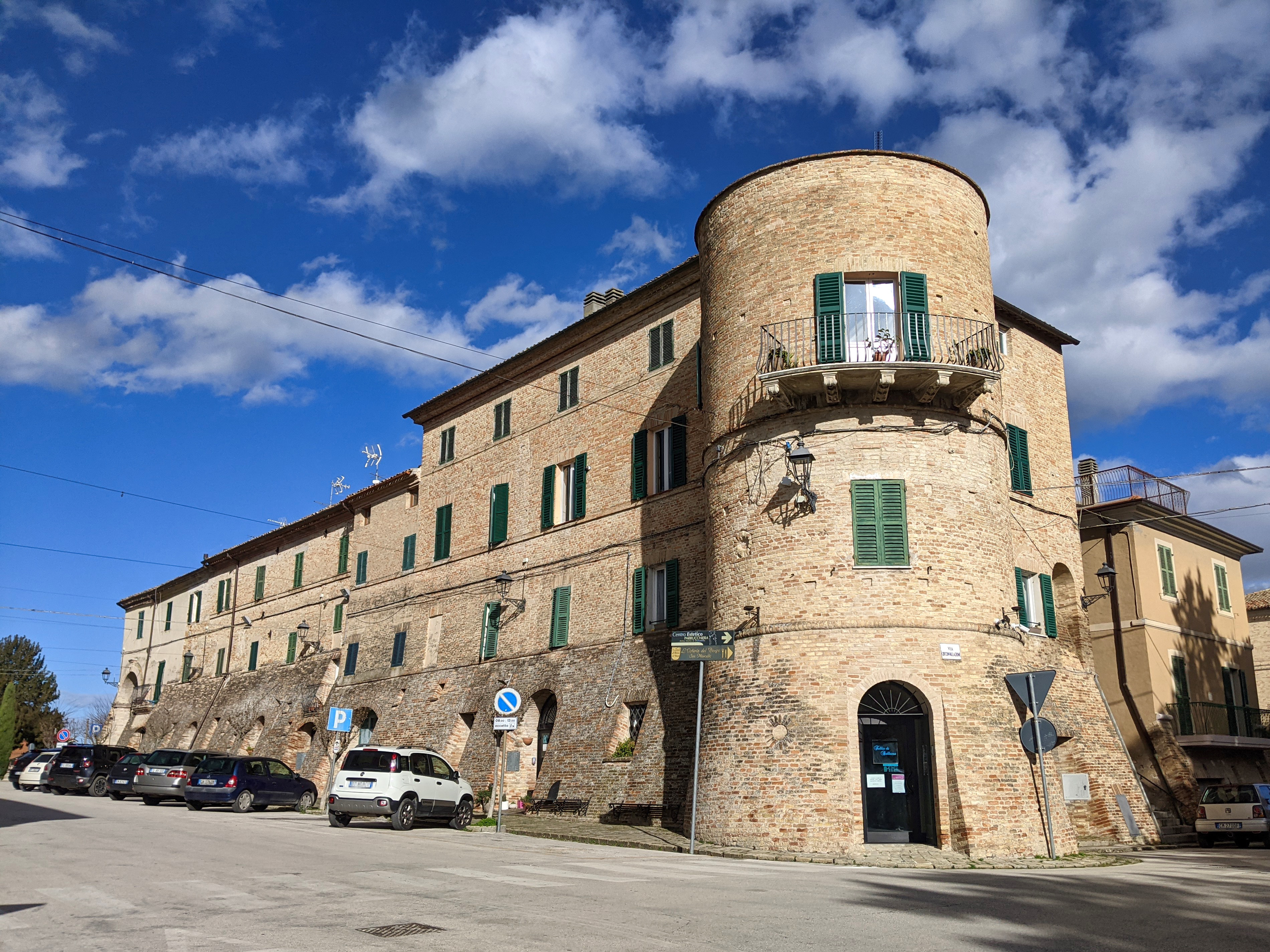
Mura occidentali con caratteristico torrione rotondo

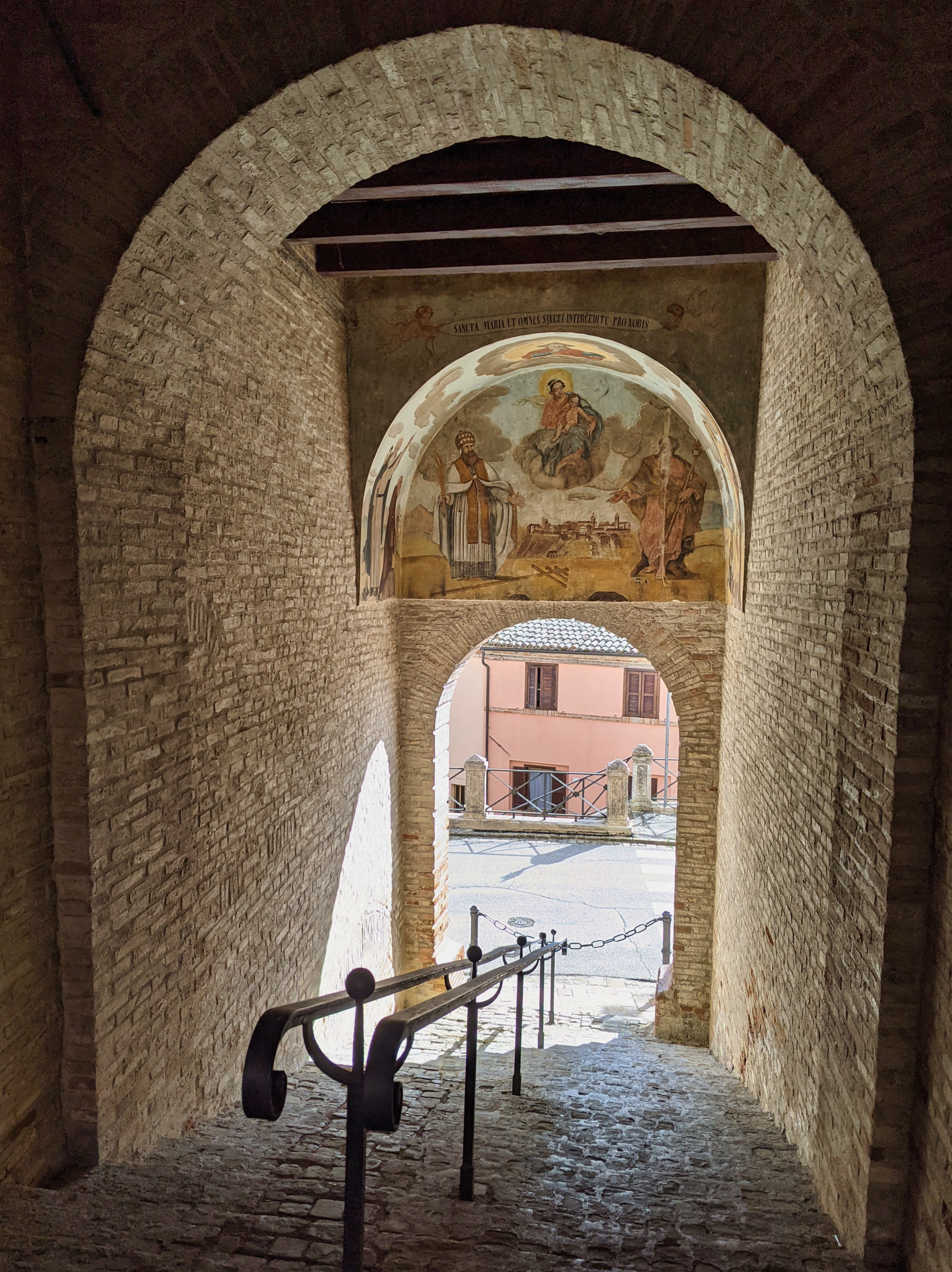
Porta orientale con affresco

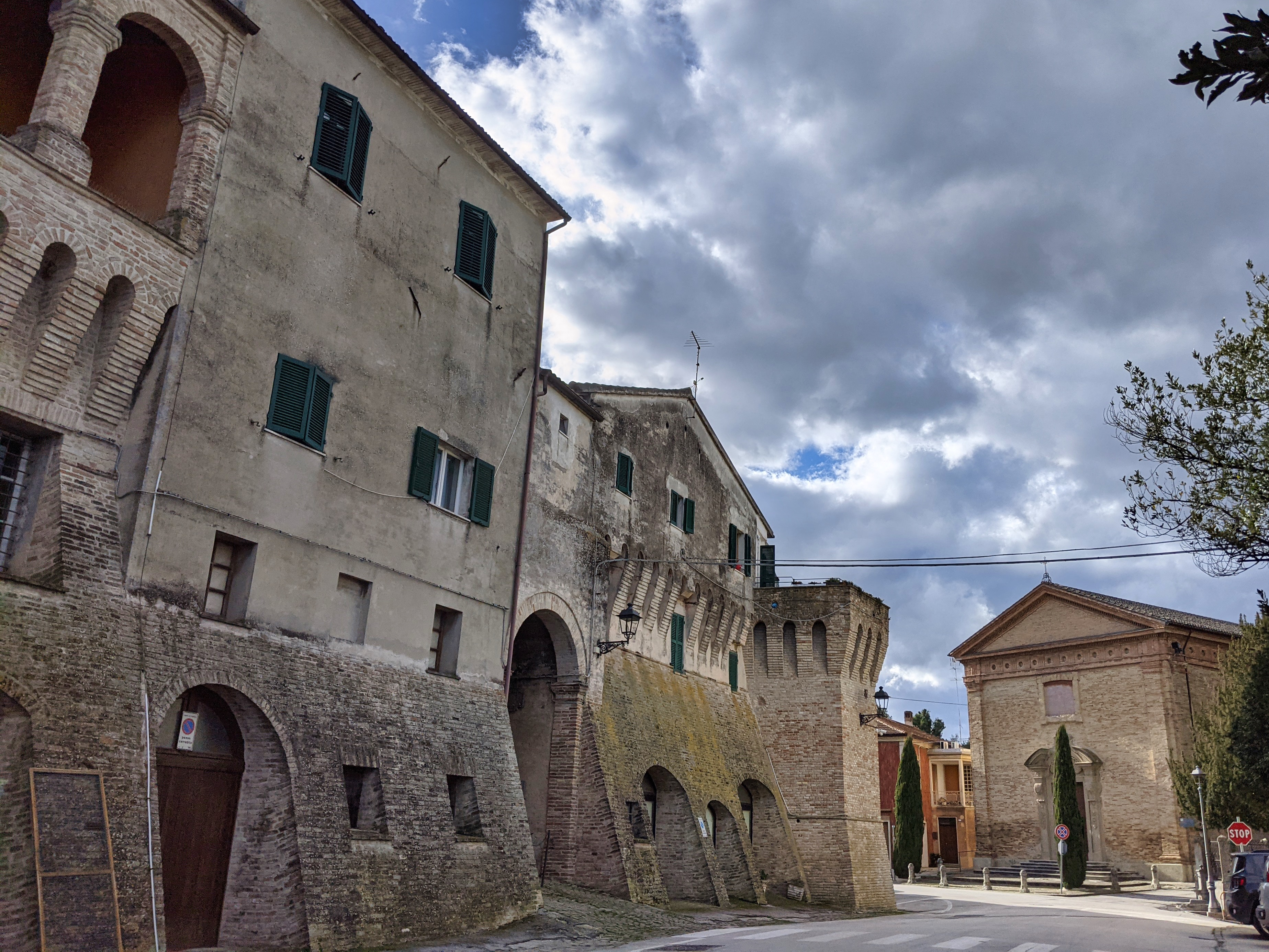
Mura settentrionali e chiesa di Santa Maria del Rosario

## Società

### Evoluzione demografica
Abitanti censiti

## Cultura

### Musei
All'interno delle mura o comunque nel centro del paese si possono visitare il museo del telefono, il museo Tapia Radic, e il museo dell'olio.

## Economia
Il territorio collinare, di notevole interesse paesaggistico, è particolarmente vocato alla coltivazione della vite e dell'ulivo. Fra i vini prodotti l'Esino, il Rosso Piceno, il Verdicchio dei Castelli di Jesi classico e il Lacrima di Morro d'Alba sono DOC e il Verdicchio dei Castelli di Jesi riserva è DOCG.

## Amministrazione
| Periodo          | Periodo          | Primo cittadino    | Partito                                    | Carica  | Note        |
| ---------------- | ---------------- | ------------------ | ------------------------------------------ | ------- | ----------- |
| 11 giugno 1985   | 8 settembre 1989 | Giorgio Giorgi     | Partito Socialista Italiano                | Sindaco | [ 5 ] [ 6 ] |
| 8 settembre 1989 | 31 maggio 1990   | Giancarlo Meschini | Partito Socialista Italiano                | Sindaco | [ 6 ]       |
| 31 maggio 1990   | 24 aprile 1995   | Pietro Rotoloni    | Democrazia Cristiana                       | Sindaco | [ 6 ]       |
| 24 aprile 1995   | 14 giugno 1999   | Pietro Rotoloni    | Centro-sinistra                            | Sindaco | [ 6 ]       |
| 14 giugno 1999   | 14 giugno 2004   | Pietro Rotoloni    | Centro-sinistra                            | Sindaco | [ 6 ]       |
| 14 giugno 2004   | 8 giugno 2009    | Giordano Guerri    | Centro-sinistra                            | Sindaco | [ 6 ]       |
| 8 giugno 2009    | 26 maggio 2014   | Pietro Rotoloni    | Centro-sinistra                            | Sindaco | [ 6 ]       |
| 26 maggio 2014   | 27 maggio 2019   | Pietro Rotoloni    | Lista civica: Continuità e rinnovamento    | Sindaco | [ 6 ]       |
| 27 maggio 2019   | 10 giugno 2024   | Graziano Lapi      | Lista civica: Partecipazione e cambiamento | Sindaco | [ 6 ]       |
| 10 giugno 2024   | in carica        | Joseph Borgiani    | Lista civica: Direzione comune             | Sindaco | [ 6 ]       |

### Altre informazioni amministrative
Protagonista, insieme ai comuni di Belvedere Ostrense e Morro d'Alba, del progetto Unione dei Comuni.
Le contrade principali di San Marcello sono: a nord-est del paese la Serra, a est Montelatiero, a ovest e sud-ovest Melano ed Antico, infine ad ovest vi è Acquasanta, l'unica frazione del Comune.

## Sport

### Calcio a 11
La squadra del paese era il San Marcello Calcio, fondata nel 1994, e che tra il 2010 e il 2013 è arrivata a disputare il campionato di Promozione per 3 stagioni.
Il club si è fuso con i vicini e rivali Belvederese e Union Morro d'Alba per formare il Terre del Lacrima che nella stagione 2021/2022 disputa il campionato di Seconda Categoria.

### Motocross
Il 25 aprile 2019 ha ufficialmente riaperto il crossodromo Alvaro Peverieri, sito nella frazione Acquasanta.